# Vrebac
Vrebac je naselje u Hrvatskoj, u Ličko-senjskoj županiji. 

## Zemljopis
Vrebac se nalazi 13 kilometara jugistočno od grada Gospića kome administrativno i pripada.
Vrebac je smješten u krškom Ličkom polju podno planine Vrebačka staza i leži na 595 m nadmorske visine. Kroz Vrebac teče rijeka Jadova koja je zbog svojih endemskih vrsta riba zaštićena ekološkom mrežom Natura 2000. Vrebac ima bogato prirodno i kulturno nasljeđe. U njemu se ističu eko-sustav rijeke Jadove, Pećina i potok Rakića, Lukića vrelo i potok Tunjevac, Graovčeva pećina, spomen područje Gradina, Društveni dom, stara škola i njezin park, Most Popovića, ustave i temelji nekadašnjih mlinica, Milošičina i školska šterna, arheološka područja Stražbenica i Vlaško brdo, neolitičko nalazište Đurđeva greda te poučna staza Medak-Vrebac.
- Rijeka Jadova
- Korito Jadove na Mostištu

## Neolitičko nalazište Đurđeva greda
Đurđeva greda je prvo neolitičko nalazište u Lici. Nalazi iz vremena prijelaza ranoga u srednji neolitik obuhvaćaju jame, ostatke razmjerno trajne suhozidne strukture (najvjerojatnije stambenog karaktera), lončariju te prizmatična sječiva i različite alatke od glačanog kamena. Spomenuti nalazi svjedoče da su inovacije vezane uz neolitički način života dosegle Liku sredinom šestog tisućljeća prije nove ere. Arheološka građa prikupljena s Đurđeve grede izravno utječe na postojeća tumačenja procesa širenja zemljoradnje u kontinentalno zaleđe istočnog Jadrana.
Nalazište je smješteno na neizrazitoj uzvisini nad južnom obalom rijeke Jadove u selu Vrebac. Nalazi se pri sjevernom rubu Ličkog polja, blizu dionice autoceste A1 Lički Osik – Sveti Rok, na nadmorskoj visini od oko 575 m. Široko je dvjestotinjak metara i nadvisuje oštar zavoj korita Jadove. Sa zapada ga omeđuju Mandarića potok i izvor zvan Crno vrelo, dok se prema jugu proteže u dužini od više stotina metara.
Prikupljena građa s nalazišta izložena je u sklopu stalnog postava Muzeja Like u Gospiću. Riječ je o ukupno 35 malih kamenih predmeta: 19 bifacijalnih šiljaka strelica i 13 segmenata prizmatičnih sječiva izrađenih od rožnjaka te jedne cijele i dva ulomka sjekirica od glačanog kamena. Većina šiljaka pripisuje se bakrenom ili ranom brončanom dobu, no barem neki vjerojatno pripadaju neolitiku.

## Arheološko područje Stražbenica
Najstariji narod o kome se zna da je živio na području Like i Vrepca bili su Iliri, odnosno njihovo pleme Japodi. Jedno od najpoznatijih njihovih naselja bila je Stražbenica, brdo koje se izdiže iznad Vrepca. Pretpostavlja se da su svoja naselja u Lici gradili od 1000. do 300. godine prije nove ere, tj. do rimskih osvajanja te teritorije. Naselje na Stražbenici bilo je podignuto na osam stepenastih terasa, čiji su tragovi i danas vidljivi. Na podnožju Stražbenice otkriveno je groblje u koje su svoje umrle sahranjivali inhumacijom i kremiranjem. Pepeo su pohranjivali u urne (žare) s nakitom i drugim omiljenim predmetima pokojnika. Japodi su urne izrađivali od keramike s poklopcima i od tanjeg kamena, pa su ih zakopavali i iznad njih stavljali veći sloj zemlje i kamena. Na Lećištu i Orlovom kamenu, u podnožju Stražbenice, otkrivene su japodske grobnice (tumuli) s kamenim grobnim konstrukcijama iz kasnoga brončanog i starijega željeznog doba. Osim ostataka ljudskih kostura u tim tumulusima su nađeni mnogobrojni predmeti, uglavnom brončani nakit i dijelovi nošnje, jantarna zrna s fibulama i ogrlica, jantarni kipić konja te perle od staklene paste.
I za vrijeme rimske vladavine u Vrepcu je postojalo jedno od većih naselja. Rimljani su mu dali ime Ancus i iz tog perioda je nađeno mnogo predmeta, što se prije svega odnosi na fragmente kamenih urni pronađenih na lokaciji zvanoj Crkvina u podnožju Stražbenice. Tako je jedan dio rimske urne (kamen s natpisom) i danas ugrađen u temelje kuće Miloša Milekića, a poklopac druge kamene urne nađen ispod Stražbenice u ogradi Bože Bogdanovića. Na spomenutom mjestu otkrivena je i jedna nadgrobna ploča. Pripadala je nekom Paulu Priksu, a natpis na njoj je posvećen njemu i njegovoj ženi.
U predtursko doba, na Crkvini je bila sagrađena starohrvatska crkva. U blizini ostataka ove crkve nađeno je staro groblje sa stećcima koje je moglo biti u upotrebi najkasnije u 15. stoljeću. Stećci su vidljivi i danas. Dva stećka se posebno ističu - na jednom je uklesan križ, a na drugom je isklesan četverolist nalik na djetelinu.
- Stražbenica
- Stećci na Crkvini
- Grob na Crkvini

## Vrebačka crkva
Vrebačka crkva je stajala na platou pri vrhu Gradine, dominantnog uzvišenja u centru sela. Godine 1694., tj. pet godina nakon oslobođenja Like od Turaka, na tom je mjestu bila sagrađena drvena crkvica, vjerojatno na mjestu gdje je ranije bila turska džamija. Pošto crkvica nije mogla zadovoljiti potrebe naraslog stanovništva, 1791. godine odlučeno je da se sagradi veća, kamena, crkva. Nova crkva završena je 1867. godine i bila je sagrađena u gotičkom stilu. Ikone je naslikao Jakov Šašel (Jacob Schaschel) 1889. godine. Crkva je posvećena Pokrovu Presvete Bogorodice, koji se slavi 14. listopada.
U vihoru Drugog svjetskog rata, crkva je zapaljena 1943. godine. Po završetku rata ostaci crkve potpuno su srušeni 1948. godine, a na njenom mjestu napravljen je slivnik za akumulaciju kišnice za šternu koja se nalazi uz ulaz na Gradinu. U spomen crkvi Pokrova Presvete Bogorodice, mještani su na crkvištu podigli krst 2010. godine.

## Vrebačka staza
Vrebac leži na pretežno ravničarskom terenu koji se postepeno uzdiže prema Rudinama i pobrđu Vrebačke staze. Vrebačka staza je gorska kosa koja zajedno s Ljubovom, Jelenovcem i Poljanom pripada planinskom lancu Ličko sredogorje koje razdvaja Ličko i Krbavsko polje. Vrebačka staza proteže se iznad Barleta, Vrepca, Zavođa, Pavlovca Vrebačkog i Mogorića s jedne te Srednje gore i Mekinjara s druge strane sve do posljednjeg joj ogranka, gdje se spušta prema Gornjoj ploči u Pločanski klanac i izvoru rijeke Jadove. Značajniji vrhovi su Palež (1239 m), Velika i Mala Lisina (1215 m i 1143 m), Ljutik (1091 m) i Riđan (1006 m). Neposredno iznad Vrepca, Zavođa i Pavlovca uzdižu se Tunjevačka glavica, Vrščić, Zjelazov, Vučijak, Stražbenica, Mali i Veliki Vrščić, Pavlovačka kosa, Trivunski vrh i Opaljenica. Preko Vrebačke staze vodi cesta od Gospića preko Barleta i Vrepca do Podlapače odnosno Udbine.

## Poučna staza Medak – Vrebac
Poučna staza Medak-Vrebac počinje na glavnoj cesti na zapadnom ulasku u Medak odvojkom preko Ličke pruge i ide starim makadamskim putem pored velike borove šume zvane Medačka plantaža. Ova plantaža ariša i omorike osnovana je 1853. godine kao rezultat pošumljavanja vriština. Staza je dugačka 5.9 kilometara.

## Stanovništvo
- 1971. – 448 (Srbi – 440, Hrvati – 1, ostali – 7)
- 1981. – 326 (Srbi – 311, Jugoslaveni – 10, ostali – 5)
- 1991. – 223 (Srbi – 209, Jugoslaveni – 2, ostali – 12)
- 2001. – 19
- 2011. – 44[16]
- 2021. – 46

| broj stanovnika | 911   | 1013  | 1007  | 1187  | 1290  | 1145  | 1084  | 1086  | 666   | 598   | 533   | 448   | 326   | 223   | 19    | 44    | 46    |
|                 | 1857. | 1869. | 1880. | 1890. | 1900. | 1910. | 1921. | 1931. | 1948. | 1953. | 1961. | 1971. | 1981. | 1991. | 2001. | 2011. | 2021. |

## Poznate osobe
- Milan Mandarić, poslovni čovjek
- Dušan Dragosavac, visoki dužnosnik SFRJ
- Nikola Graovac, slikar
- Isika Iso Bogdanović, odvjetnik, političar u Kraljevini SHS

## Galerija
|  | Zajednički poslužitelj ima još gradiva o temi Vrebac |

- Centar Vrepca
- Školski park
- Bućalište
- Popovića most
- Pećina Rakića
- Potok Rakića
- Ćelemijski most
- Nikola Graovac, Čaršija u Lici, 1970-ih
- Društveni dom
- Spomen područje Gradina
- Milošičina šterna
- Lukića vrelo (Tunjevac)
- Graovčeva pećina
- Put prema Ličkom polju